# Der Unhold
Der Unhold (Originaltitel: The Ogre) ist ein deutsch-französisch-britisches Filmdrama aus dem Jahr 1996. Regie führte Volker Schlöndorff, der gemeinsam mit Jean-Claude Carrière das Drehbuch anhand des Romans Der Erlkönig von Michel Tournier schrieb.

## Handlung
Der schmächtige, zurückgebliebene, blasse Waisenjunge Abel Tiffauges wird in einer strengen französischen Klosterschule erzogen. Ad colaphum! (Zur Ohrfeige!) ist der Aufruf der Patres an jeden Knaben, der sich eines Vergehens gegen die Schulordnung schuldig macht. Die körperliche Züchtigung muss das Kind sich daraufhin in einem Bestrafungsraum abholen. Nestor, der übergewichtige Sohn des Hausmeisters, ist in dieser empathiefreien Umgebung Abels Beschützer und seine Bezugsperson. Nestor gibt sich nächtlichen Fressgelagen hin, bei denen Abel ihm aus einem kanadischen Trapperabenteuerbuch vorliest.
Abel wünscht sich, dass die ganze Schule abbrennen möge. Tatsächlich entsteht Minuten später ein Brand, dem die Kapelle zum Opfer fällt. Abel ist sich sicher, dass sein Wunsch durch Magie in Erfüllung gegangen ist. Der Quell der Peinigungen, die Schule, ist verbrannt. Leider stirbt in den Flammen auch Nestor, sein Freund und Beschützer. Nestor und die Trapperabenteuer des Buches bleiben für Abel auch als Erwachsener das Zentrum seiner Gedankenwelt.
Jahre später: Abel ist jetzt ein Mann, groß und kräftig von Statur. Er lebt allein und verdient seinen Lebensunterhalt mit einer kleinen Autowerkstatt. Schnell begreift man, dass Abels seelische Entwicklung auf der Stufe eines Zwölfjährigen stehen geblieben ist. Die Frau, die einmal im Monat vorbeikommt, die Buchführung macht und mit Abel schläft, nennt er das weibliche Element in seinem Leben. Seelisch hat er keinen Zugang zu Frauen. Seine mechanische Art beim Geschlechtsakt lässt die Frau ausrufen: „Du Unhold! Du bist ein Unhold!“.
Durch seinen emotionalen Entwicklungsstillstand fühlt sich Abel zu Kindern als den Seelenverwandten hingezogen. Er glaubt, sie gegen die Welt der Erwachsenen beschützen zu müssen. Hobbymäßig fotografiert er Kinder. Ein kleines Mädchen möchte seine wertvolle Kamera ausprobieren. Abel erlaubt das nicht. Kurz darauf wird das Kind auf der Straße belästigt. Man verdächtigt den alleinlebenden Abel. Bei einer Gegenüberstellung im Polizeirevier rächt sich das Kind für Abels Weigerung, ihr die Kamera zu geben, indem sie ihn als den Belästiger beschuldigt. Der Gefängnisstrafe entgeht Abel durch die Zusage, sich an der Front zu bewähren.
Sein Verbleiben bei der französischen Armee ist sehr kurz. Abel bewirtet die Offiziere auf freiem Feld mit Täubchen und Weißwein, da blicken alle plötzlich in die Mündungen deutscher Gewehre. Abel ist nun Kriegsgefangener. Er wird in einem Viehwaggon nach Ostpreußen gebracht. Dort macht er sich sofort wieder nützlich. Der Oberforstmeister sucht unter den Kriegsgefangenen einen Automechaniker. Abel darf den Gefangenentreck verlassen und wird von ihm in die Staatsforste gefahren. Tief im Wald wurde für Generalfeldmarschall Hermann Göring ein Märchenschloss aus dem Boden gestampft, morbid, verschwenderisch und unwirklich mit Marmortreppen, bunten Kirchenglasfenstern, hohen Sälen: der Reichsjägerhof Rominten. Göring, infantil und allmächtig, residiert und jagt dort.
Unterdessen rückt die Ostfront näher. Ein Telegramm Hitlers befiehlt Göring zurück nach Berlin und auch der Oberforstmeister muss an die Ostfront. Abel äußert seinem Mentor gegenüber die Bitte, als Kriegsgefangener auf der nahe gelegenen Napola-Burg Kaltenborn arbeiten zu dürfen. Die Bitte wird ihm gewährt. Einen mächtigen Friesenrappen erhält er als Abschiedsgeschenk, da dieser nach Abreise Görings nicht mehr zum Verschieben der Jagdstrecke benötigt wird.
Auf Burg Kaltenborn begegnet Abel den Vertretern der neuen Macht. Graf Kaltenborn, der rechtmäßige Erbe der traditionsreichen Kreuzritterburg, wurde in einen einzelnen Raum zurückgedrängt, die Burg ist okkupiert von einer Napola, einer NS-Kaderschmiede mit zweihundert Knaben, die von SS-Obersturmbannführer Raufeisen geführt wird.
Abel, in seiner Gedankenwelt von Märchen und Trappern gefangen, sieht fasziniert den äußeren Glanz der Burg, der sportlichen Übungen, der Wettkampfspiele und NS-Initiationsrituale. Er betreut die Knaben wie ein Pedell. Raufeisen erkennt schnell, dass Abels Naivität das Vertrauen von Kindern erweckt und schickt ihn in die Umgebung, um dort weiteren Nachwuchs für die Kaderschmiede zu rekrutieren.
Als die Kinder mit Panzerattrappen für den Nahkampf ausgebildet werden, erleidet ein Knabe schwere Verbrennungen vom Rückstoßfeuer einer Panzerfaust. Im Krankensaal murmelt der Knabe in Agonie: „..jetzt fasst er mich an!“ (die Todeszeile aus Goethes Ballade Der Erlkönig). Bald darauf stirbt das Kind.
Graf Kaltenborn wird als ein mutmaßlicher Verschwörer des Attentats auf Hitler verhaftet und übergibt zuvor Abel sein Tagebuch.
Die Russische Front rückt schnell näher. Alle älteren Knaben und Raufeisen müssen an die Front. Ein halbes Jahr später, Raufeisen ist zurückgekehrt, steht die Rote Armee vor den Toren der Burg Kaltenborn. Raufeisen, inzwischen fanatisiert, verwirrt, verroht, will die Burg von den Kindern gegen die heranrückenden Russen verteidigen lassen. Abel begreift, dass das der Tod seiner unschuldigen Schützlinge wäre. Aber die Saat ist aufgegangen. Die Kinder wollen als mutige Soldaten für ihr Vaterland in die Schlacht ziehen. Abels letzter Versuch, ein Massaker zu verhindern, das Aufpflanzen der Weißen Fahne auf der höchsten Zinne von Burg Kaltenborn, wird von Raufeisen verhindert. Er schießt auf Abel. Den Schuss missverstehen die Kinder als Signal zum Angriff. Die Russen gehen mit Panzern zum Gegenangriff über. Die Kinder liegen, wie gelernt, in Schützengräben. Die Panzer überfahren die Gräben und wenden darauf, um die Kinder zu töten. Die Burg geht in Flammen auf.
Abel rettet einen kleinen jüdischen Jungen aus einem KZ-Todesmarsch, der an der Burg vorbeiführte, und versteckt ihn. Alle Napola-Jungen werden in den Kampfhandlungen getötet. Abel ist von seiner Augenverletzung fast erblindet. Der Knabe lotst ihn hinaus aus der Burg. Die Russen lassen Abel mit dem Knaben auf den Schultern passieren, weil das Kind russische Worte ruft. Draußen fliehen sie durch den Wald, dahinter dehnen sich Sümpfe bis zum Horizont. Als Abel bis zum Hals im Eiswasser durch den Sumpf watet und die Last des Knaben auf seinen Schultern fühlt, fällt ihm eine Geschichte aus seiner Internatszeit ein, die ein Priester erzählt hatte. Der Priester hatte gesagt: „Denkt immer daran: ihr alle steht unter dem Zeichen des heiligen Christophorus. Ihr alle seid Träger des Kindes, denkt immer daran! Solange ihr ein Kind tragt, könnt ihr euch unter dem Mantel der Unschuld verstecken und dann könnt ihr durch Flüsse und Unwetter gehen und sogar durch die Flammen der Sünde. Und dann …“ Der Sumpf wird flacher, Abel findet festen Boden, watet weiter. Mit den Worten des Priesters, Trost und Mahnung zugleich, endet der Film.

## Symbolik – Emblematik
- Die Literaturverfilmung von Michel Tourniers Roman Le roi des Aulnes, 1970 (dt. Der Erlkönig, 1972) beinhaltet in der Figur des scheinbar freundlichen schwarzen Ritters auf dem Rappen einen symbolischen Bezug zur Erlkönig-Figur der gleichnamigen Goethe-Ballade. Der Erlkönig dieser Ballade tritt so lockend und freundlich auf wie Abel, der Unhold. Wie im Gedicht der Vater auf dem Pferde, so nimmt auch Abel die Knaben auf dem Pferde mit sich. Die scheinbar attraktiven Rufe des Erlkönigs locken den Knaben in der Erlkönig-Ballade in den Tod, auch die scheinbar verlockende Napola-Burg ist letztlich ein Ort der Vernichtung und des Todes, der den Knaben dort das Leben kostet.

- Die Figuren von Abel und Raufeisen können als symbolische Verkörperungen des Prinzips Friede und Krieg gelesen werden, setzt man sie in Bezug zur alttestamentlichen Bibelstelle von Abel und Kain. (Genesis 4,1-24)[4] Abel, der Schäfer, hütet und beschützt seine (Kinder-)Herde, ist durch und durch friedlich und verbildlicht so das Prinzip Frieden. Kain, der Ackermann, der die Früchte der Erde bestellt, (die Kinder zur Kriegs-Reife heranzüchtet) ist zornig, tötet den Bruder, tötet das Prinzip Friede: Das Prinzip Krieg vernichtet das Prinzip Friede. (Durch Raufeisens Zorn (Schießbefehl) sterben die unschuldigen Kinder.) – Zur Strafe, so Kains Befürchtung in der Genesis – schlägt mich tot, der mich findet. So endet der Film: Raufeisen wird von einem russischen Soldaten erschossen. Der Soldat steigt ungerührt über den toten Raufeisen hinweg.

- Eine christliche Metapher bildet die Schlussszene, bei der der kräftige Abel in größter Not mit dem jüdischen Knäblein auf den Schultern durch das Wasser watet, um den Knaben zu retten. Die Szene verweist auf die Legende eines der vierzehn Nothelfer, des heiligen Christophorus,[5] der Jesus auf seinen Schultern durch das Wasser trug. („…Christus war deine Bürde. Du hast mehr als die Welt getragen…“)[6]

## Hintergrund
Der DEFA-Regisseur Rainer Simon hatte, nachdem Tourniers Roman 1983 in der DDR erschienen war, eine Verfilmung des Stoffes geplant. Er hatte dafür die Zustimmung Tourniers erhalten, der Simons Film Die Frau und der Fremde kannte und ihm deshalb eine adäquate Bewältigung des Themas zutraute. Simon erhielt von der DEFA einen Expose-Vertrag, das Projekt scheiterte aber am Widerstand der Studioleitung. Nach der Wende unternahm Simon einen neuen Anlauf, die Hauptrolle sollte Gérard Depardieu übernehmen. Volker Schlöndorff, inzwischen Chef des Studios Babelsberg, lehnte das Projekt ab, da er es mit Simon als Regisseur als nicht finanzierbar ansah, und verfilmte den Stoff selbst. Simon erhielt eine Abfindung und wurde im Abspann als Associate Producer aufgeführt.
Die Dreharbeiten fanden von Ende Juli bis Anfang Dezember 1995 in Paris, im südlich von Danzig gelegenen Marienburg, in Burg Schönberg und in Norwegen statt. Der Unhold wurde unter anderem auf dem Toronto International Film Festival gezeigt, Kinostart in Deutschland war am 12. September 1996. Der Film ist dem 1995 verstorbenen Regisseur Louis Malle, einem Weggefährten Schlöndorffs, gewidmet, der 1973 in Lacombe, Lucien ebenfalls die Geschichte eines französischen Kollaborateurs thematisierte.

## Kritiken
Das Lexikon des internationalen Films sieht in dem Film eine „ambitionierte, aufwendige Literaturverfilmung, die versucht, die Faszination des nationalsozialistischen Kultes auf ihre mythischen und romantischen Wurzeln hin zu durchleuchten. Ein historisch und politisch um Differenzierung bemühter wuchtiger Bilderbogen, der in seiner Intention allerdings eher verwirrend bleibt.“
Der ebenso unheimliche wie bildgewaltige Film demonstriere anschaulich, „wie effektiv die Manipulation durch die „Macht der Bilder“ im Nazi-Regime funktionierte. Vielleicht etwas zu „bildungsbürgerliches“, aber sehens- und diskussionswertes deutsches Vergangenheitsbewältigungskino der spannenden Art“, befindet Filmtipps.at.
Stephen Holden schreibt in der New York Times, Der Unhold wirke in seinen verstörendsten Momenten auf der Ordensburg wie eine aufwühlende Kinofassung einer Wagner-Oper („suggests the stirring cinematic equivalent of a Wagner opera“). Er sei von jener gewaltigen, gequälten Gleichnishaftigkeit, auf die sich zentraleuropäische Filmemacher seit langem spezialisiert hätten („the sort of grand, tortured allegory in which Central European filmmakers have long specialized“). Zwar hebt der Rezensent die Darstellungen von John Malkovich, Armin Mueller-Stahl und Gottfried John hervor, obwohl anspruchsvoll und stellenweise brillant, so Holden, wirke der Film aber uneinheitlich, ja unfertig („for all its ambitions and moments of brilliance […] doesn’t feel unified or even complete“). Episodenhaft und leicht unwirklich, bilde der Film eine Antithese zu gängigen Hollywood-Produktionen, indem er eine Vielzahl moralischer Fragen aufwerfe, diese aber bewusst offenlasse und damit auch den Zuschauer in seiner Gefühlslage sich selbst überlasse („Episodic and vaguely surreal, it is the antithesis of a Hollywood film that tells us what to feel. Having unfolded an ever-widening series of moral questions, it deliberately leaves them hanging“).
Renate Holland-Moritz schrieb im Eulenspiegel: „Psychologisch gänzlich unreflektiert stolpert der mit John Malkovich gänzlich fehlbesetzte Abel durch die Wirrnisse wie ein leicht debiler Handlanger der echten Unholde“ und kritisierte den „Blut-und-Boden-Bombast“, lobte jedoch die darstellerischen Leistungen Volker Spenglers.
Der Film war kein Kinoerfolg. Der Stil der Literaturverfilmung wurde vom Kinopublikum nicht akzeptiert. Das Projekt spielte die Herstellungskosten von 26 Millionen DM nicht ein.

## Auszeichnungen
Volker Schlöndorff war 1996 für den Goldenen Löwen der Internationalen Filmfestspiele von Venedig nominiert und erhielt den UNICEF Award des gleichen Festivals. Die Filmbewertungsstelle Wiesbaden verlieh dem Film das Prädikat „wertvoll“.